# Леберман, Вальтер
Вальтер Карл Ханс Леберман (нем. Walter Karl Hans Lebermann; 23 февраля 1910, Карлсруэ — 3 июля 1984, Бад-Хомбург) — немецкий скрипач и музыковед.
Окончил Консерваторию Хоха во Франкфурте (1935), где его основным учителем был Адольф Ребнер (уволенный нацистами в 1933 году). Самоучкой также освоил альт. В 1936—1937 гг. играл в оркестре Ольденбургского государственного театра, затем в 1937—1964 гг. в Симфоническом оркестре Франкфуртского радио.
Автор ряда научных статей о музыке рубежа XVIII—XIX веков, в том числе связанных с проблемами атрибуции. В частности, показал, что так называемый Шестой скрипичный концерт Вольфганга Амадея Моцарта на самом деле принадлежит Иоганну Фридриху Экку.
Под редакцией Лебермана выходили многочисленные издания произведений Яна, Карла и Антона Стамицев, Игнаца Бибера, Георга Филиппа Телемана и других авторов — к 1977 году более 80 публикаций, сочетавших практическую направленность (для музыкантов, желающих исполнять данные произведения) с верностью исходному музыкальному материалу.